# Список коптських православних пап Александрії
Далі наведено список усіх коптських православних пап Александрії, які очолювали Александрійську коптську православну церкву і стали наступниками апостола Марка Євангеліста на посаді єпископа Александрійського, який заснував Церкву в І столітті, і відзначив початок християнства в Африці.
Коптська православна церква Александрії є однією із орієнтальних православних церков (не плутати з східною православною церквою) і очолюється Папою та Александрійським патріархом, який є духовним керівником цього органу. Цю посаду з 2012 року обіймає Папа Тавадрос II, 118-й Папа Александрійський та Патріарх усієї Африки при Святому Престолі Святого Марка.
Орієнтальні православні вірять, що вони є "єдиною, святою, соборною та апостольською" Церквою древніх християнських вірувань. На сьогоднішній день в Коптській православній церкві Александрії прославлено 92 коптських пап.

## Назва "Папа"
Титул "папа" (грецькою мовою "Папас" ) спочатку був формою звернення, що означає "Батько", що використовується кількома єпископами. Першим відомим записом цього позначення був Гераклас, 13-й архиєпископ Александрійський (232–249). Александрійське вживання почесного не суперечить використанню стосовно єпископа Риму.
Повний церковний титул - Папа Абба, і людина, яка його носить, виступає за відданість усіх чернецтв - від Пентаполіса на заході до Константинополя на сході - під його керівництвом. У межах конфесії це найпотужніше позначення для всіх ченців на Сході добровільно слідувати його духовній владі, і сказано, що слід вважати, що він є носієм Христа.

Зверніть увагу, що не всі вказані дати є певними. Дати нижче вказані за григоріанським календарем. Деякі дати не погоджуються з датами в коптських публікаціях, таких як "Англійський катамерос". У деяких випадках помилки публікації спричинили різницю та були виправлені. В інших випадках календарні відмінності між юліанським та григоріанським календарями викликали певну плутанину.
Діоскор I служив Александрійським патріархом з 444 р., поки він не був скинутий і засланий Халкідонським собором в 451 р., але він все ще був визнаний коптським папою до своєї смерті в 454 р.

## Хронологічний список пап та патріархів

### I століття
| Апостольський престол                                                                | Портрет | Папи та Александрійські патріархи українська • коптська • арабська    | Ім'я перед Патріархатом          | Місце народження                     | Примітки |
| ------------------------------------------------------------------------------------ | ------- | --------------------------------------------------------------------- | -------------------------------- | ------------------------------------ | --- |
| 30 або 33 р. (Апостол Христа) 60 або 61 р. (Євангеліст Єгипту) 8 травня 68 (Мученик) |         | Святого апостола Марка, євангеліста і мученика Маркос • Ⲙⲁⲣⲕⲟⲥ • مرقس | Йоханан (іврит) Маркос (грецька) | Кирена, Пентаполіс (Північна Африка) | Євангеліст Єгипетської землі. Він був замучений у Бавкалісі (на схід від Александрії) під час переслідування християн під проводом римського імператора Нерона. |
| 62 – 29 листопада 83 (21 рік)                                                        |         | Святий Аніан Аніанос • Ⲁⲛⲓⲁⲛⲟⲥ • إنيانوس                              | Аніанос                          | Александрія, Єгипет                  | Святий Аніан перетворив свій будинок на церкву, і кажуть, що це та, відома як церква Святого Марка, яка сьогодні стоїть в Александрії.                          |
| 13 грудня 83 – 11 вересня 95 р (11 років, 9 місяців)                                 |         | Святий Авілій Milieos • Ⲙⲓⲗⲓⲟⲥ • ميليوس                               | Міліо                            | Александрія, Єгипет                  | Він був обраний Папою Александрійським за правління римського імператора Доміціана.                                                                             |
| 18 вересня 95 – 8 червня 106 (10 років, 9 місяців, 10 днів)                          |         | Святий Кедрон Кердону • Ⲕⲉⲣⲇⲱⲛⲟⲩ • كردونوس                            | Кердону                          | Александрія, Єгипет                  | Він зазнав мученицьких страждань під час переслідування християн римським імператором Траяном.                                                                  |

### II століття
| Апостольський престол                                        | Портрет | Папи та Александрійські патріархи українська • коптська • арабська | Ім'я перед Патріархатом | Місце народження    | Примітки |
| ------------------------------------------------------------ | ------- | ------------------------------------------------------------------ | ----------------------- | ------------------- | --- |
| 29 червня 106 – 9 серпня 118 (13 років, 1 місяць, 12 днів)   |         | Святий Примус Епріму • Ⲡⲣⲓⲙⲟⲩ • إبريموس                            | Епріему                 | Александрія, Єгипет | Він був одним із трьох, кого священик висвятив святий апостол Марк. |
| 23 вересня 118 – 19 червня 129 (10 років, 10 місяців)        |         | Святий Юст Іостос • Ⲓⲟⲥⲧⲟⲥ • يسطس                                  | Йостос                  | Александрія, Єгипет | Він був першим деканом Катехитичної школи Александрії, призначеним святим апостолом Марко. Він був обраний Папою Александрійським під час переслідування римським імператором Адріаном християн. |
| 18 липня 129 – 19 жовтня 141 (12 років, 3 місяці)            |         | Св. Євменія Уменій • Ⲉⲩⲙⲉⲛⲓⲟⲥ • أومانيوس                           | Уменіос                 | Александрія, Єгипет | Другий декан Александрійської катехитичної школи. Він був обраний Папою Александрійським під час переслідування римським імператором Адріаном християн.                                          |
| 17 листопада 141 – 14 січня 152 (10 років, 2 місяці)         |         | Святого Маркіяна Маркіянос • Ⲙⲁⲣⲕⲓⲁⲛⲟⲥ • مرقيانوس                  | Маркіянос               | Александрія, Єгипет | Третій декан Александрійської катехитичної школи. Під час його патріархату християн переслідував римський імператор Антоній Пій.                                                                 |
| 29 січня 152 – 16 липня 166 (14 років, 6 місяців)            |         | Святий Целадіон Калавтіанос • Ⲕⲁⲗⲗⲁⲩⲑⲓⲁⲛⲟⲥ • كلادنيوس              | Калавтіанос             | Александрія, Єгипет | Він був обраний Папою Александрійським під час переслідування римським імператором Антонієм Пієм проти християн.                                                                                 |
| 1 серпня 166 – 12 лютого 178 (11 років, 6 місяців, 5 днів)   |         | Святий Агріпін Aghreppinios • Ⲁⲅⲣⲓⲡⲡⲓⲛⲟⲥ • آغربينوس                | Агреппініос             | Александрія, Єгипет | Він був обраний папою Александрійським під час переслідування римським імператором Маркусом Аврелієм проти християн.                                                                             |
| 18 березня 178 – 17 березня 188 (10 років)                   |         | Святого Юліана Юліанос • Ⲓⲟⲩⲗⲓⲁⲛⲟⲥ • يوليانوس                      | Юліанос                 | Александрія, Єгипет | Він був обраний папою Александрійським під час переслідування римським імператором Маркусом Аврелієм проти християн.                                                                             |
| 17 березня 188 – 22 жовтня 230 (42 роки, 7 місяців, 5 днів). |         | Святого Димитрія Виноградаря Деметріос • Ⲇⲏⲙⲏⲧⲣⲓⲟⲥ • ديمتريوس      | Деметріос               | Александрія, Єгипет | Під час його патріархату християн переслідував римський імператор Септимій Север. |

### III століття
| Апостольський престол                                        | Портрет | Папи та Александрійські патріархи українська • коптська • арабська | Ім'я перед Патріархатом | Місце народження    | Примітки |
| ------------------------------------------------------------ | ------- | ------------------------------------------------------------------ | ----------------------- | ------------------- | --- |
| 18 листопада 230 – 17 грудня 246 (16 років, 1 місяць)        |         | Святий Іраклас – Яраклас • Ⲓⲉⲣⲁⲕⲗⲁⲥ • ياراكلاس                     | Яраклас                 | Александрія, Єгипет | Він перший патріарх, який носить ієрархічний титул "Папа Римський". Якими єпископ Риму не користувався до шостого століття. Під час його Патріархату християн переслідував римський імператор Максим Таракій. |
| 28 грудня 246 – 22 березня 264 (17 років, 2 місяці, 10 днів) |         | Святого Діонісія Великого Діонісій • Ⲇⲓⲟⲛⲩⲥⲓⲟⲩ • ديونيسيوس         | Діонісій                | Александрія, Єгипет | Він був деканом Катехитичної школи Александрії. Він був обраний Папою Александрійським під час великого переслідування римським імператором Децієм на християн.                                               |
| 9 листопада 264 – 22 квітня 282 р (17 років, 5 місяців)      |         | Святий Максим Максимос • Ⲙⲁⲝⲓⲙⲟⲩ • مكسيموس                         | Максимос                | Александрія, Єгипет | Він брав участь в Антиохійських синодах проти єресей Павла Самосатського. Під час його патріархату християн переслідував римський імператор Авреліан.                                                         |
| 11 грудня 282 – 10 січня 301 р (19 років, 1 місяць)          |         | Св. Феона Теона • Ⲑⲉⲱⲛⲁ • ثاؤنا                                    | Теона                   | Александрія, Єгипет | Євсевій Історик називає його «стовпом Церкви». |

### IV століття
| Апостольський престол                                         | Портрет | Папи та Александрійські патріархи українська • коптська • арабська | Ім'я перед Патріархатом | Місце народження                           | Примітки |
| ------------------------------------------------------------- | ------- | ------------------------------------------------------------------ | ----------------------- | ------------------------------------------ | --- |
| 8 лютого 302 року – 8 грудня 311 (9 років, 10 місяців)        |         | Петро Печатка мучеників Петрос • Ⲡⲉⲧⲣⲟⲥ • بطرس                     | Петрос                  | Александрія, Єгипет                        | Він був останнім мучеником під час Великого переслідування під проводом римських імператорів Діоклетіана та Галерія. |
| 24 грудня 311 – 26 червня 312 (6 місяців)                     |         | Святий Ахілла Великий Архелаос • Ⲁⲣⲭⲉⲗⲁⲟⲥ • أرشيلاوس               | Архелаос                | Александрія, Єгипет                        | Він був деканом Александрійської катехитичної школи, захищаючи вчення православ'я. І був обраний Папою Александрійським під час правління імператора Костянтина Великого.                                                                       |
| 10 липня 312 – 30 квітня 328 р (15 років, 9 місяців, 20 днів) |         | Святого Александра I Александрос • Ⲁⲗⲉⲝⲁⲛⲇⲣⲟⲥ • آلِكسندر            | Александрос             | Александрія, Єгипет                        | 18 листопада 325 р. Н. Е. Святий Александр, 19-й Папа та Александрійський патріарх, відвідав 1-й Вселенський собор у Нікеї та був у супроводі свого архідиякона, святого Афанасія Апостольського.                                               |
| 5 травня 328 – 15 травня 373 (45 років)                       |         | Святого Афанасія Апостольського Атанасій • Ⲁⲑⲁⲛⲁⲥⲓⲟⲩ • أثناسيوس    | Атанасій                | Ель-Баляна , Сохаг, губернаторство, Єгипет | Відвідав 1-й Вселенський собор у Нікеї як диякон і написав Нікейський символ віри, також відомий як православний символ віри або Афанасій. Більшість західних протестантів, науковців і теологів вважають його найбільшим лідером християнства. |
| 27 травня 373 – 27 лютого 379 (5 років, 9 місяців)            |         | Святий Петро II Петрос • Ⲡⲉⲧⲣⲟⲥ • بطرس                             | Петрос                  | Александрія, Єгипет                        | |
| 14 березня 379 – 2 серпня 385 р (6 років, 4 місяці, 6 днів)   |         | Святий Тимотей I Тимотей • Ⲧⲓⲙⲟⲑⲉⲟⲥ • تيموثاوس                     | Тимотея                 | Александрія, Єгипет                        | Відвідав 2-й Вселенський собор у Константинополі. |
| 28 серпня 385 – 28 жовтня 412 (27 років, 2 місяці)            |         | Святий Теофіл Теофіл • Ⲑⲉⲟ́ⲫⲓⲗⲟⲩ • ثاوفيلس                          | Теофіл                  | Александрія, Єгипет                        | Святий Феофіл воював проти язичників, аріанів та антропоморфістів, підтримуваних імператором Феодосієм. На місці Апостольського престолу святого Феофіла змінив його племінник святий Кирило, 24-й папа Александрійський.                       |

### V століття
| Апостольський престол                                           | Портрет | Папи та Александрійські патріархи українська • коптська • арабська | Ім'я перед Патріархатом | Місце народження    | Примітки |
| --------------------------------------------------------------- | ------- | ------------------------------------------------------------------ | ----------------------- | ------------------- | --- |
| 17 жовтня 412 – 10 липня 444 р (31 рік, 8 місяців, 10 днів)     |         | Св. Кирил Стовп Віри Кіріллос • Ⲕⲩⲣⲓⲗⲗⲟⲩ • كيرلس                   | Кирільос                | Александрія, Єгипет | Відомий як "Стовп віри" і "Світильник православної церкви". 22 вересня 431 р. Н. Е. Святитель Кирило взяв участь у 3-му Вселенському соборі в Ефесі, який докорив і відлучив від церкви Несторія, Патріарха Константинопольського, який заперечив Богородицю як Богородицю ("Богоносія").                                                     |
| 8 серпня 444 – 17 вересня 454 р (10 років, 1 місяць, 9 днів)    |         | Святий Діоскор Чемпіон Діоскорос • Ⲇⲓⲟⲥⲕⲟⲣⲟⲩ • ديسقورس             | Діоскорос               | Александрія, Єгипет | Відомий як "Поборник православ'я". Останній Папа та Александрійський патріарх, які брали участь у західному соборі, 4-му Вселенському соборі в Халкедоні, був у супроводі святого Маркарія, єпископа Едкова. Вони були заслані імператором Марціаном та імператрицею Пульхерією на острів Гангра, де святий Діоскор відійшов і був спокійний. |
| 13 жовтня 455 – 13 серпня 477 (21 рік, 10 місяців)              |         | Святий Тимофій II Тимофій • Ⲧⲓⲙⲟⲑⲉⲟⲥ • تيموثاوس                    | Тимофія                 | Александрія, Єгипет | |
| 14 вересня 477 – 11 листопада 489 (13 років, 1 місяць, 29 днів) |         | Святий Петро III Петрос • Ⲡⲉⲧⲣⲟⲥ • بطرس                            | Петрос                  | Александрія, Єгипет | |
| 11 грудня 489 – 30 вересня 496 (6 років, 9 місяців, 20 днів)    |         | Святий Афанасій II Афанасій • Ⲁⲑⲁⲛⲁⲥⲓⲟⲩ • أثناسيوس                 | Атанасій                | Александрія, Єгипет | |
| 29 вересня 496 – 12 травня 505 р (8 років, 7 місяців)           |         | Іоан I Йоанніс • Ⲓⲱⲁⲛⲛⲏⲥ • يوأنس                                   | Йоанніс                 | Александрія, Єгипет | |

### VI століття
| Апостольський престол                                           | Портрет | Папи та Александрійські патріархи українська • коптська • арабська | Ім'я перед Патріархатом | Місце народження    | Примітки |
| --------------------------------------------------------------- | ------- | ------------------------------------------------------------------ | ----------------------- | ------------------- | -------- |
| 29 травня 505 – 4 червня 516 (10 років, 11 місяців, 23 дні)     |         | Св. Іоан II Іоан• Ⲓⲱⲁⲛⲛⲏⲥ • يوأنس                                  | Іван                    | Александрія, Єгипет |          |
| 10 червня 516 – 27 жовтня 518 (2 роки, 4 місяці, 15 днів)       |         | Святий Діоскор II Діоскорос • Ⲇⲓⲟⲥⲕⲟⲣⲟⲩ • ديسقورس                  | Діоскорос               | Александрія, Єгипет |          |
| 10 листопада 518 – 20 лютого 536 (17 років, 3 місяці)           |         | Святий Тимофій III Тимофій • Ⲧⲓⲙⲟⲑⲉⲟⲥ • تيموثاوس                   | Тимофій                 | Александрія, Єгипет |          |
| 22 лютого 536 – 5 липня 567 (31 рік, 4 місяці, 15 днів)         |         | Феодосій I Феодосій • Ⲑⲉⲟ́ⲇⲟⲥⲓⲟⲥ • ثيئودوسيوس                       | Теодосія                | Александрія, Єгипет |          |
| 25 липня 567 – 2 липня 569 р (1 рік, 10 місяців, 25 днів)       |         | Святий Петро IV Петрос • Ⲡⲉⲧⲣⲟⲥ • بطرس                             | Петрос                  | Александрія, Єгипет |          |
| 26 червня 569 – 25 червня 605 р (35 років, 11 місяців, 16 днів) |         | Святий Даміан Даміанос • Ⲇⲁⲙⲓⲁⲛⲟⲥ • داميانوس                       | Даміанос                | Сирія               |          |

### VII століття
| Апостольський престол                                         | Портрет | Папи та Александрійські патріархи українська • коптська • арабська | Ім'я перед Патріархатом | Місце народження                             | Примітки |
| ------------------------------------------------------------- | ------- | ------------------------------------------------------------------ | ----------------------- | -------------------------------------------- | --- |
| 9 липня 605 – 31 грудня 616 (11 років, 6 місяців)             |         | Святий Анастасій Анастасій • Ⲁⲛⲁⲥⲧⲁⲥⲓⲟⲥ • انسطاسيوس                | Анастасія               | Александрія, Єгипет                          | |
| 2 січня 617 – 16 січня 623 (6 років, 14 місяців)              |         | Святий Андронік Андронік • Ⲁⲛⲇⲣⲟⲛⲓⲕⲟⲥ • أندرونيقوس                 | Андроніка               | Александрія, Єгипет                          | |
| 17 вересня 623 – 16 січня 662 (39 років)                      |         | Святий Веніамін I Біньямін • Ⲃⲉⲛⲓⲁⲙⲓⲛ • بنيامين                    | Біньямін                | Баршут, Губернаторство Бехейра, Єгипет       | Під час його патріархату в 639 році армія з чотирьох тисяч арабів на чолі з Амром Ібн Аль-Аасом, надіслана халіфом Умаром, наступником Мухаммеда, вторглася в Єгипет і перемогла візантійський імператор Іраклій. Так закінчилися 200 років візантійських переслідувань коптських православних християн після Халкідонського собору. У Коптській церкві Папа Бенджамін I вважається Найбільшим Папою всіх часів. [джерело?] |
| 22 вересня 662 – 26 жовтня 680 р (18 років, 9 місяців, 3 дні) |         | Святий Агафон Агафон • Ⲁⲅⲁⲑⲟⲩ • أغاثون                             | Агатон                  | Маріут, Александрія, Єгипет                  | |
| 10 грудня 680 р – 10 грудня 689 р (9 років)                   |         | Папа Іоан III Йоанніс • Ⲓⲱⲁⲛⲛⲏⲥ • يوأنس                            | Ганна                   | Самануд, провінція Гарбія, Єгипет            | |
| 16 січня 690 – 18 листопада 692 р (2 роки, 10 місяців, 2 дні) |         | Святий Ісаак Ішаак • Ⲓⲥⲁⲁⲕ • إسحق                                  | Ішаак                   | Ель-Боролос, провінція Кафр Ель-Шейх, Єгипет | |
| 19 грудня 692 – 31 липня 700 р (7 років, 7 місяців)           |         | Преподобний Симеон I Симеон • Ⲥⲩⲙⲉⲱⲛ • سيماؤن                      | Саймоне                 | Сирія                                        | |

### VIII століття
| Апостольський престол                                           | Портрет | Папи та Александрійські патріархи українська • коптська • арабська | Ім'я перед Патріархатом | Місце народження                             | Примітки |
| --------------------------------------------------------------- | ------- | ------------------------------------------------------------------ | ----------------------- | -------------------------------------------- | --- |
| 8 травня 704 – 14 лютого 729 року (25 років, 9 місяців, 7 днів) |         | Святий Александр II Александрос • Ⲁⲗⲉⲝⲁⲛⲇⲣⲟⲥ • آلِكسندر             | Александрос             | Банна Абу Сер, губернаторство Гарбія, Єгипет | Омеядський халіф Аль-Валід I не обмежився оподаткуванням фінансів коптів; він також оподаткував їх терпіння. Він публічно знущався над Ісусом і одного разу, під час процесії, навіть плюнув в обличчя образу Діви Марії. Коли копти протестували проти халіфа щодо рівня оподаткування, він відповів більшим вилученням майна та підвищенням податків. Така поведінка тривала і за наступників Аль-Валіда; Язид II не лише відновив усі попередні податки, він також наказав знищити всі хрести та священні зображення в церквах. Він також наказав усім підданим носити на шиї значок із свинцевим посвідченням і вимагав, щоб усі копти, які бажали займатися підприємницькою діяльністю, мали на руках клеймо лева. Кожному, кого зловлять без позначки, відрубають руку. |
| 26 березня 729 – 10 червня 730 (1 рік, 3 місяці)                |         | Святий Козьма I Косма • Ⲕⲟⲥⲙⲁ • قسما                               | Косма                   | Банна Абу Сер, Губернаторство Гарбія, Єгипет | |
| 8 липня 730 – 14 лютого 742 р (11 років, 7 місяців, 7 днів)     |         | Феодор I Тавадрос • Ⲑⲉⲟ́ⲇⲱⲣⲟⲥ • ثاؤدروس                             | Тадрос                  | Єгипет                                       | |
| 14 вересня 743 – 25 березня 767 р (23 роки, 6 місяців)          |         | Святий Михаїл I Хаїл • Ⲭⲁⲏⲗ • خائيل                                | Хайль                   | Єгипет                                       | Його кинув у в'язницю Абд аль-Малік ібн Марван ібн Муса бін Нусайр. Отже, король Макурії Кіріакос рушив на північ до Єгипту на чолі війська, яке, як кажуть, налічувало 100 000 чоловік, щоб звільнити Папу Римського. Однак, як тільки макурійська армія дійшла до Єгипту, Папу звільнили з в'язниці. |
| 9 квітня 767 р – 7 лютого 776 року (8 років, 10 місяців)        |         | Папа Міна I Міна • Ⲙ н ⲛⲁ • مينا                                   | Мена                    | Самануд, Губернаторство Гарбія, Єгипет       | |
| 24 січня 777 – 24 січня 799 (22 роки)                           |         | Святий Іоан IV Йоанніс • Ⲓⲱⲁⲛⲛⲏⲥ • يوأنس                           | Йоанніс                 | Банна Абу Сер, Губернаторство Гарбія, Єгипет | |
| 26 січня 799 – 30 квітня 819 р (20 років, 2 місяці, 21 день)    |         | Святий Марк II Маркос • Ⲙⲁⲣⲕⲟⲥ • مرقس                              | Маркос                  | Александрія, Єгипет                          | Під час його патріархату коптів переслідував субатан Аббасидів Харун аль-Рашид |

### IX століття
| Апостольський престол                                              | Портрет | Папи та Александрійські патріархи українська • коптська • арабська | Ім'я перед Патріархатом | Місце народження                   | Примітки |
| ------------------------------------------------------------------ | ------- | ------------------------------------------------------------------ | ----------------------- | ---------------------------------- | --- |
| 12 травня 819 – 21 лютого 830 (10 років, 9 місяців, 9 днів)        |         | Св. Яків Якобос • Ⲓⲁⲕⲱⲃⲟⲥ • يعقوب                                  | Якобос                  | Набарох, мухафаза Дакахлія, Єгипет | У 829 р. Копти всієї дельти Нілу повстали проти мусульманської влади через надмірне оподаткування та релігійні переслідування. Повстання поширилося на Верхній Єгипет. Це було найбільше, найбільш розповсюджене і найбільш широко засноване єгипетське повстання в історії Єгипту за часів ісламу. |
| 28 лютого 830 – 13 жовтня 830 (5 місяців, 17 днів)                 |         | Преподобний Симеон II Симеон • Ⲥⲩⲙⲉⲱⲛ • سيماؤن                     | Саймоне                 | Александрія, Єгипет                | |
| 30 листопада 831 – 2 листопада 849 р (17 років, 11 місяців, 2 дні) |         | Святий Йосип Юсеф • Ⲓⲱⲥⲏⲫ • يوساب                                  | Юсеф                    | Менуф, провінція Монуфія, Єгипет   | У 831 році халіф Аббасидського халіфату Аль-Мамун попросив Папу умиротворити повстанців. Папа попросив у людей спокою та покори гнобителю. Усі прислухалися до нього, за винятком башмурівців у самій північній частині дельти Нілу, які відмовились від його поради. Аль-Мамуну нарешті довелося привести з Туреччини велику армію зі слонами, щоб підкорити башмурівців. Без допомоги Верхнього Єгипту повстання башмурів закінчилося поразкою, кровопролиттям і широкими руйнуваннями в болотистій місцевості нижньої дельти. Все вижиле населення цього району було вивезено силою до Сирії. |
| 20 листопада 849 р – 30 квітня 851 р (1 рік, 4 місяці, 28 днів)    |         | Святий Михаїл II Хаїл • Ⲭⲁⲏⲗ • خائيل                               |                         | Єгипет                             | |
| 21 липня 851 – 30 листопада 858 р (7 років, 4 місяці, 9 днів)      |         | Святий Козьма II Козма • Ⲕⲟⲥⲙⲁ • قسما                              |                         | Самануд, провінція Гарбія, Єгипет  | |
| 8 січня 859 – 2 травня 880 р (21 рік, 3 місяці, 11 днів)           |         | Свята Шенуда I Шенуда• Ϣ ⲉⲛⲟⲩ ϯ • سانوتيوس                         | Шенуда                  | Самануд, провінція Гарбія, Єгипет  | |
| 25 квітня 880 р – 29 березня 907 р (27 років, 1 місяць, 9 днів)    |         | Святого Михаїл III Хаїл • Ⲭⲁⲏⲗ • خائيل                             | Хайль                   | Єгипет                             | У 882 р. Губернатор Єгипту Ахмад ібн Тулун змусив Папу заплатити великі внески, змусивши продати церкву та деякі прибудинкові активи місцевій єврейській громаді. Одного разу вважалося, що ця будівля згодом стала місцем Каїрської генізи. |

### X століття
| Апостольський престол                                                  | Портрет | Папи та Александрійські патріархи українська • коптська • арабська | Ім'я перед Патріархатом | Місце народження                              | Примітки |
| ---------------------------------------------------------------------- | ------- | ------------------------------------------------------------------ | ----------------------- | --------------------------------------------- | --- |
| 29 травня 909 року – 28 лютого 920 року (10 років, 9 місяців)          |         | Святий Гавриїл I Гавриїл • Ⲅⲁⲃⲣⲓⲏⲗ • غبريال                        | Гавриїл                 | Шибін Ель Ком, губернаторство Монуфія, Єгипет | |
| 28 лютого 920 року – 12 березня 932 року (12 років)                    |         | Святий Козьма III Козьма • Ⲕⲟⲥⲙⲁ • قسما                            | Козьма                  | Єгипет                                        | |
| 9 квітня 932 – 2 квітня 952 р (19 років, 11 місяців, 23 дні)           |         | Святий Макарій I Макарій • Ⲙⲁⲕⲁⲣⲓⲟⲥ • مكاريوس                      |                         | Александрія, Єгипет                           | |
| 1 серпня 952 року – 19 грудня 956 року (4 роки, 4 місяці, 11 днів)     |         | Святий Феофіл Феофіл • Ⲑⲉⲟ́ⲫⲁ n ⲓⲟⲥ • ثاؤفانيوس                     | Феофіл                  | Александрія, Єгипет                           | |
| 20 грудня 956 – 25 листопада 974 року (17 років, 11 місяців, 6 днів)   |         | Папа Міна II Міна • Ⲙ нn ⲁ • مينا                                  | Мена                    | Сандела, провінція Кафр Ель-Шейх, Єгипет      | |
| 28 листопада 975 р – 16 грудня 978 року (3 роки, 11 місяців)           |         | Святий Авраам Авраам • Ⲁⲃⲣⲁⲁⲙ • أبرآم بن زرعة                      | Авраам ібн Зераа        | Сирія                                         | Аль-Муїз, халіф Фатимідського халіфату, кинув виклик папі Аврааму, "якщо ти маєш віру як гірчичне зерно, ти скажеш цій горі:" Переїжджай звідси туди ", і вона рухатиметься" (Мф. 17:20 і Марка 11:23). Після 3 днів молитов і посту Папа Римський зі святим Симоном Кожевником переніс гору Мокаттам на схід від Каїру. Історію цього дива можна знайти в Історії Александрійських патріархів, яку написав історик Северус Ібн аль-Мукаффа. |
| 10 квітня 979 року – 21 листопада 1003 р (24 роки, 7 місяців, 10 днів) |         | Папа Філофей Філофеос • Ⲫⲓⲗⲟⲑⲉⲟⲥ • فيلوثاوس                        | Філофеос                | Єгипет                                        | |

### XI століття
| Апостольський престол                                                      | Портрет | Папи та Александрійські патріархи українська • коптська • арабська | Ім'я перед Патріархатом | Місце народження                          | Примітки |
| -------------------------------------------------------------------------- | ------- | ------------------------------------------------------------------ | ----------------------- | ----------------------------------------- | --- |
| 28 вересня 1004 р – 22 листопада 1032 року (27 років, 11 місяців, 12 днів) |         | Св. Захарія Захарія • Ⲍⲁⲭⲁⲣⲓⲁⲥ • زخارياس                           | Захарія                 | Александрія, Єгипет                       | За часів його патріархату коптів дев'ять років переслідував халіф Аль-Хаким. Було зруйновано понад 30 000 церков, у тому числі спалено церкву Гробу Господнього в Єрусалимі. Аль-Хаким схопив Папу Римського, намазав його одяг кров'ю зарізаної вівці і віддав його голодним левам, але вони йому не нашкодили. Халіф здивувався і наказав дозволити Папі відновлювати церкви та відновлювати зруйновані. |
| 13 грудня 1032 – 29 жовтня 1046 (14 років, 7 місяців, 11 днів)             |         | Папа Шенуда II Шенуда • Ϣⲉⲛⲟⲩ ϯ • شنودة                            | Шенуда                  | Мінья Ель Камх, мухафаза Шаркія, Єгипет   | |
| 24 грудня 1046 – 23 грудня 1077 року (31 рік)                              |         | Св. Хрістолдулос Христодулос • Ⲭⲣⲓⲥⲧⲟⲇⲟⲗⲟⲥ • خرستوذولس             | Христодулос             | Мансала, губернаторство Порт-Саїд, Єгипет | У 1047 році місце коптського православного папи Александрійського було перенесено з Александрії в Каїр. |
| 18 березня 1078 – 19 червня 1092 р (14 років, 2 місяці, 20 днів)           |         | Св. Кирил II Кіріллос • Ⲕⲩⲣⲓⲗⲗⲟⲩ • كيرلس                           | Гірвіс                  | Єгипет                                    | |
| 9 жовтня 1092 – 7 червня 1102 р (9 років, 7 місяців, 17 днів)              |         | Святий Михайло IV Михайло • Ⲙⲓ χ ⲁⲏⲗ • ميخائيل                     | Михайло                 | Саха, провінція Кафр Ель-Шейх, Єгипет     | |

### XII століття
| Апостольський престол                                               | Портрет | Папи та Александрійські патріархи українська • коптська • арабська | Ім'я перед Патріархатом         | Місце народження                   | Примітки |
| ------------------------------------------------------------------- | ------- | ------------------------------------------------------------------ | ------------------------------- | ---------------------------------- | --- |
| 22 листопада 1102 р – 14 вересня 1128 (26 років, 1 місяць, 11 днів) |         | Святий Макарій II Макаріос • Ⲙⲁⲕⲁⲣⲓⲟⲥ • مكاريوس                    |                                 | Єгипет                             | |
| 3 лютого 1131 р – 18 квітня 1145 р (14 років, 2 місяці, 2 дні)      |         | Святий Гавриїл II Гавриїл • Ⲅⲁⲃⲣⲓⲏⲗ • غبريال                       | Ела ібн Турайк                  | Фустат, Єгипет                     | |
| 29 липня 1145 – 11 квітня 1146 р (8 місяців)                        |         | Святий Михайло V Михайло • Ⲙⲓ χ ⲁⲏⲗ • ميخائيل                      | Михайло                         | Дакадус, мухафаза Дакахлія, Єгипет | |
| 25 серпня 1147 – 12 травня 1166 р (18 років, 8 місяців, 4 дні)      |         | Св. Іоан V Йоанніс • Ⲓⲱⲁⲛⲛⲏⲥ • يوأنس                               | Йоанніс                         | Єгипет                             | |
| 25 червня 1166 – 14 січня 1189 (22 роки, 6 місяців, 19 днів)        |         | Папа Марк III Маркос • Ⲙⲁⲣⲕⲟⲥ • مرقس                               | Фараг ібн Абу аль-Саад ібн Зара | Александрія, Єгипет                | |
| 21 лютого 1189 – 22 січня 1216 року (26 років, 11 місяців, 8 днів)  |         | Папа Іоан VI Йоанніс • Ⲓⲱⲁⲛⲛⲏⲥ • يوأنس                             | Йоанніс                         | Єгипет                             | Після його від’їзду Апостольський престол залишався вакантним протягом дев’ятнадцяти років. Це найдовша вакансія в історії Коптської православної церкви. |

### XIII століття
| Апостольський престол                                                                                  | Портрет | Папи та Александрійські патріархи українська • коптська • арабська | Ім'я перед Патріархатом   | Місце народження                                | Примітки |
| --- | ------- | ------------------------------------------------------------------ | ------------------------- | ----------------------------------------------- | --- |
| 30 липня 1235 – 23 березня 1243 р (7 років, 8 місяців, 23 дні)                                         |         | Св. Кирил III Кіріллос • Ⲕⲩⲣⲓⲗⲗⲟⲩ • كيرلس                          | Дауд ібн Лаклак           | Фаюм , Губернаторство Фаюм, Єгипет              | Після його від'їзду Апостольський престол залишався вакантним протягом семи років та семи місяців через сильне переслідування, яке не дозволило коптам обрати наступника. |
| 15 жовтня 1250 – 10 грудня 1261 р (11 років, 1 місяць, 18 днів)                                        |         | Папа Афанасій III Атанасій • Ⲁⲑⲁⲛⲁⲥⲓⲟⲩ • أثناسيوس                  | Боліс                     | Єгипет                                          | |
| 3 листопада 1268 р – 14 січня 1271 (2 роки, 2 місяці, 10 днів)                                         |         | Святий Гавриїл III Гавриїл • Ⲅⲁⲃⲣⲓⲏⲗ • غبريال                      | Габріель ібн Фахрі        | Єгипет                                          | За підтримки деяких єпископів Папа Римський Гавриїл III замінив Папу Римського Іоанна VII і царював три роки до його смерті, коли Папа Римський Іоанн VII був відновлений. Це єдиний випадок в історії, коли коптська православна церква одночасно мала двох Пап.                                                   |
| 14 січня 1262 – 2 листопада 1269 року 15 січня 1271 – 21 квітня 1293 року (29 років, 1 місяць, 8 днів) |         | Св. Іоан VII Йоанніс • Ⲓⲱⲁⲛⲛⲏⲥ • يوأنس                             | Юханна ібн Саїд ас-Сукарі | Каїр, Єгипет                                    | За підтримки деяких єпископів, Папу Римського Іоанна VII на три роки замінив Папа Римський Гавриїл III, який спочатку був одним із кандидатів на папу. Папа Іван VII був відновлений як папа після смерті папи Гавриїла III. Це єдиний випадок в історії, коли коптська православна церква мала одночасно двох пап. |
| 17 липня 1294 – 13 січня 1300 (5 років, 5 місяців, 28 днів)                                            |         | Папа Феодосій II Феодосій • Ⲑⲉⲟ́ⲇⲟⲥⲓⲟⲥ • ثيئودوسيوس                 | Абдельмасіх ібн Рувейл    | Бані-Хосаїм, </br> Губернаторство Мінья, Єгипет | |

### XIV століття
| Апостольський престол                                                   | Портрет | Папи та Александрійські патріархи українська • коптська • арабська | Ім'я перед Патріархатом   | Місце народження                                 | Примітки |
| ----------------------------------------------------------------------- | ------- | ------------------------------------------------------------------ | ------------------------- | ------------------------------------------------ | --- |
| 26 лютого 1300 – 11 червня 1320 р (20 років, 3 місяці, 15 днів)         |         | Святий Іоан VIII Йоанніс • Ⲓⲱⲁⲛⲛⲏⲥ • يوأنس                         | Юханна ібн Абсал Біньямін | Бані-Хосаїм, Губернаторство Мінья, Єгипет        | Під час його патріархату коптів переслідував мамелюцький султан Аль-Насір Мухаммад ібн Калавун. Султан постановив, що той, хто вб’є християнина, може мати його майно.                 |
| 11 жовтня 1320 – 10 квітня 1327 року (6 років, 6 місяців, 1 день)       |         | Св. Іоан IX Йоанніс • Ⲓⲱⲁⲛⲛⲏⲥ • يوأنس                              | Йоанніс                   | Нефія, Провінція Монуфія, Єгипет                 | 8 травня 1321 року мусульмани знищили та спалили понад 60 коптських церков та монастирів по всьому Єгипту.                                                                             |
| 23 травня 1327 року – 19 січня 1339 року (11 років, 7 місяців, 26 днів) |         | Папа Веніамін II Біньямін • Ⲃⲉⲛⲓⲁⲙⲓⲛ • بنيامين                     | Біньямін                  | Дімікарат, Луксор, губернаторство, Єгипет        | |
| 14 січня 1340 – 21 липня 1348 р (8 років, 6 місяців, 6 днів)            |         | Святий Петро V Петрос • Ⲡⲉⲧⲣⲟⲥ • بطرس                              | Бутрос Дауд               | Єгипет                                           | |
| 15 липня 1348 р – 13 лютого 1363 року (14 років, 4 місяці, 26 днів)     |         | Папа Марк IV Маркос • Ⲙⲁⲣⲕⲟⲥ • مرقس                                | Фараг Аллах               | Калюб, провінція Калюбія, Єгипет                 | |
| 20 травня 1363 року – 26 липня 1369 р (6 років, 2 місяці, 7 днів)       |         | Св. Іоан X Йоанніс • Ⲓⲱⲁⲛⲛⲏⲥ • يوأنس                               | Юханна                    | Дамаск, Сирія                                    | Він був четвертим і останнім обраним сирійцем Папою Александрійським. Іншими трьома папами, обраними з числа сирійців, були папа Даміан 35-го, папа Симеон 42-го та папа Авраам 62-го. |
| 19 січня 1370 – 11 травня 1378 року (8 років, 3 місяці, 22 дні)         |         | Святий Гавриїл IV Габріель • Ⲅⲁⲃⲣⲓⲏⲗ • غبريال                      |                           | Єгипет                                           | Під час його Патріархату коптські православні християни були без розбору переслідувані хрестоносцями.                                                                                  |
| 7 серпня 1378 року – 13 січня 1408 року (30 років, 5 місяців, 6 днів)   |         | Папа Матвій Матеос • Ⲙⲁⲑⲉⲟⲥ • متاؤس                                | Матта                     | Бані Ру, Ашмунейн , Губернаторство Мінья, Єгипет | Також відомий як Ель Мескін ("Бідний") за свої благодійні справи для бідних. За часів його патріархату хрестоносці переслідували безліч коптських православних християн.               |

### XV століття
| Апостольський престол                                                   | Портрет | Папи та Александрійські патріархи українська • коптська • арабська | Ім'я перед Патріархатом | Місце народження                      | Примітки |
| ----------------------------------------------------------------------- | ------- | ------------------------------------------------------------------ | ----------------------- | ------------------------------------- | --- |
| 4 травня 1409 року – 16 січня 1427 року (17 років, 8 місяців, 12 днів)  |         | Папа Гавриїл V Габріель • Ⲅⲁⲃⲣⲓⲏⲗ • غبريال                         |                         | Гіза ,Губернаторство Гіза, Єгипет     | |
| 11 травня 1427 року – 17 травня 1452 року (24 роки, 11 місяців, 23 дні) |         | Св. Іоан XI Йоанніс • Ⲓⲱⲁⲛⲛⲏⲥ • يوأنس                              | Фараг                   | Ель-Макса, Каїр, Єгипет               | У 1441 р. Імператор Ефіопії Зара Якоб пригрозив султану Бурджі Сайфу ад-Діну Джакмаку скоротити потік Нілу через руйнування монастирів та переслідування коптів на чолі з султаном Джакмаком. Однак Імператор утримався від цього через людські страждання, які це могло б спричинити. |
| 23 вересня 1452 – 23 вересня 1465 р (13 років)                          |         | Св. Матвій II Матеос • Ⲙⲁⲑⲉⲟⲥ • متاؤس                              | Сулейман                | Верхній Єгипет                        | |
| 1466 – 28 грудня 1474 (8 років, 10 місяців, 6 днів)                     |         | Папа Гавриїл VI Габріель • Ⲅⲁⲃⲣⲓⲏⲗ • غبريال                        |                         | Єгипет                                | |
| 2 березня 1477 р – 23 лютого 1478 року (1 рік, 3 дні)                   |         | Папа Михайло VI Михайло • Ⲙⲓ χ ⲁⲏⲗ • ميخائيل                       |                         | Самалут, Губернаторство Мінья, Єгипет | |
| 1 травня 1480 р – 17 вересня 1483 року (3 роки, 4 місяці, 17 днів)      |         | Папа Іоан XII Йоанніс • Ⲓⲱⲁⲛⲛⲏⲥ • يوأنس                            |                         | Накада, Губернаторство Кена, Єгипет   | |
| 22 лютого 1484 – 18 лютого 1524 р (39 років, 11 місяців, 26 днів)       |         | Папа Іоан XIII Йоанніс • Ⲓⲱⲁⲛⲛⲏⲥ • يوأنس                           |                         | Содфа, Губернаторство Асют, Єгипет    | |

### XVI століття
| Апостольський престол                                               | Портрет | Папи та Александрійські патріархи українська • коптська • арабська | Ім'я перед Патріархатом | Місце народження                       | Примітки |
| ------------------------------------------------------------------- | ------- | ------------------------------------------------------------------ | ----------------------- | -------------------------------------- | -------- |
| 14 жовтня 1525 року – 17 липня 1568 р (43 роки, 25 днів)            |         | Святий Гавриїл VII Габріель • Ⲅⲁⲃⲣⲓⲏⲗ • غبريال                     | Руфейл                  | Ель-Кусія, Губернаторство Асют, Єгипет |          |
| 17 квітня 1571 р – 8 вересня 1586 р (15 років, 4 місяці, 19 днів)   |         | Св. Іоан XIV Йоанніс • Ⲓⲱⲁⲛⲛⲏⲥ • يوأنس                             |                         | Манфалут, Губернаторство Асют, Єгипет  |          |
| 20 червня 1587 – 17 травня 1603 року (15 років, 10 місяців, 24 дні) |         | Святий Гавриїл VIII Габріель • Ⲅⲁⲃⲣⲓⲏⲗ • غبريال                    | Шенуда                  | Мейрубернаторство Асют, Єгипет         |          |

### XVII століття
| Апостольський престол                                                  | Портрет | Папи та Александрійські патріархи українська • коптська • арабська | Ім'я перед Патріархатом | Місце народження                               | Примітки |
| ---------------------------------------------------------------------- | ------- | ------------------------------------------------------------------ | ----------------------- | ---------------------------------------------- | --- |
| 3 липня 1603 року – 11 вересня 1619 року (16 років, 2 місяці, 9 днів)  |         | Папа Марк V Маркос • Ⲙⲁⲣⲕⲟⲥ • مرقس                                 |                         | Ель Баядея, Губернаторство Асют, Єгипет        | Арабська мова стає офіційною мовою Єгипту. Ісламські правителі погрожували порізати язики будь-якого єгиптянина, котрий знайшов мову коптської мови. Незважаючи на переслідування, коптські папи заслуговують на збереження коптської мови. |
| 18 вересня 1619 року – 10 вересня 1629 р (9 років, 11 місяців, 22 дні) |         | Св. Іоан XV Йоанніс • Ⲓⲱⲁⲛⲛⲏⲥ • يوأنس                              |                         | Малаві, Губернаторство Мінья, Єгипет           | Похований у монастирі св. Анби Бішіх в Ель-Баядії, Єгипет. |
| 7 вересня 1631 року – 3 квітня 1646 р (14 років, 6 місяців, 23 дні)    |         | Св. Матвій III Матеос • Ⲙⲁⲑⲉⲟⲥ • متاؤس                             | Тадрос                  | Тух Ель-Насара, губернаторство Монуфія, Єгипет | |
| 20 квітня 1646 р – 20 квітня 1656 р (10 років)                         |         | Св. Марк VI Маркос • Ⲙⲁⲣⲕⲟⲥ • مرقس                                 | Тадрос                  | Багура, Кена, Єгипет                           | |
| 6 грудня 1660 року – 22 серпня 1675 року (14 років, 8 місяців, 9 днів) |         | Святий Матвій IV Матеос • Ⲙⲁⲑⲉⲟⲥ • متاؤس                           | Гірвіс                  | Мейр, Губернаторство Асют, Єгипет              | |
| 5 травня 1676 року – 17 червня 1718 р (42 роки, 3 місяці)              |         | Св. Іоан XVI Йоанніс • Ⲓⲱⲁⲛⲛⲏⲥ • يوأنس                             | Ібрагім                 | Тух Ель-Насара, губернаторство Монуфія, Єгипет | |

### XVIII століття
| Апостольський престол                                                  | Портрет | Папи та Александрійські патріархи українська • коптська • арабська | Ім'я перед Патріархатом | Місце народження                                  | Примітки |
| ---------------------------------------------------------------------- | ------- | ------------------------------------------------------------------ | ----------------------- | ------------------------------------------------- | --- |
| 21 серпня 1718 року – 4 квітня 1726 року (7 років, 7 місяців, 11 днів) |         | Св. Петро VI Петрос • Ⲡⲉⲧⲣⲟⲥ • بطرس                                | Морган                  | Асют, Губернаторство Асют, Єгипет                 | |
| 12 січня 1727 року – 21 квітня 1745 р (18 років, 3 місяці, 8 днів)     |         | Св. Іоан XVII Йоанніс • Ⲓⲱⲁⲛⲛⲏⲥ • يوأنس                            | Абдельсаєд              | Малаві, Губернаторство Мінья, Єгипет              | |
| 30 травня 1745 року – 18 травня 1769 р (23 роки, 11 місяців, 18 днів)  |         | Св. Марк VII Маркос • Ⲙⲁⲣⲕⲟⲥ • مرقس                                | Симеон                  | Клосна, Ель-Бахнаса, Губернаторство Мінья, Єгипет | Під час його Патріархату з боку Католицької Церкви була спроба захопити Коптську Церкву. Вони висвятили ченця з Єрусалиму на католицького єпископа в Єгипті, але він не зміг прибути до Єгипту і залишився в Єрусалимі. Вони також висвятили Рафаеля Аль Тохі своїм єпископом для Верхнього Єгипту, але він не зміг там залишитися, тому Папа Римський покликав його до Риму, щоб там залишитися. Папа Марк VII написав багато книг про коптську церкву. |
| 23 жовтня 1769 – 9 червня 1796 р (26 років, 7 місяців, 14 днів)        |         | Св. Іоан XVIII Йоанніс • Ⲓⲱⲁⲛⲛⲏⲥ • يوأنس                           | Юсеф                    | Фаюм, Губернаторство Фаюм, Єгипет                 | Під час свого Патріархату Римський Папа Пій VI послав посла до Александру Папи Римського Іоанна XVIII з проханням об’єднати Александрійську Церкву з Римо-Католицькою Церквою під час роботи Халкедонського Собору. Папа Римський Іван XVIII та всі єпископи в Єгипті одноголосно спростували Том Лева та захищали «Єдину природу - втілений Логос», повного людства та повного божества. Відомий вчений і теолог Джозеф ель-Абба, єпископ Гірги, відповів на послання Папи Пія VI і відхилив роботу Халкідонського Собору, в якому Лев, архієпископ Риму, проповідував Христа "у двох натурах". |
| 4 жовтня 1796 р – 21 грудня 1809 року (13 років, 2 місяці, 19 днів)    |         | Св. Марк VIII Маркос • Ⲙⲁⲣⲕⲟⲥ • مرقس                               | Юханна                  | Тіма, Сохаг, губернаторство, Єгипет               | Під час його патріархату французи вторглися в Єгипет. Його місце в Харет-аль-Рум було перенесено до коптського православного собору Святого Марка, Азбакея, в 1800 році. |

### XIX століття
| Апостольський престол                                                | Портрет | Папи та Александрійські патріархи українська • коптська • арабська | Ім'я перед Патріархатом | Місце народження                          | Примітки |
| -------------------------------------------------------------------- | ------- | ------------------------------------------------------------------ | ----------------------- | ----------------------------------------- | --- |
| 24 грудня 1809 року – __ ________ 1852р (42–43 роки)                 |         | Св. Петро VII Петрос • Ⲡⲉⲧⲣⲟⲥ • بطرس                               | Манкарій                | Ґавлі, Губернаторство Асют, Єгипет        | Російський посол запропонував патріарху Петру VII захист від імператора Росії Миколи I, проте патріарх подякував імператору, сказавши, що не потрібен інший захист, крім Бога.        |
| 5 червня 1853 р – 31 січня 1862 р (6 років, 7 місяців, 13 днів)      |         | Папа Кирил IV Кіріллос • Ⲕⲩⲣⲓⲗⲗⲟⲩ • كيرلس                          | Дауд                    | Савамаа, Гірга, мухафаза Сохаг, Єгипет    | Він створив коптську школу в Хареті Ель-Саккаїн. А також друкарня і друкувала багато церковних книг.                                                                                  |
| 17 червня 1862 р – 18 січня 1870 р (7 років, 7 місяців, 3 дні)       |         | Папа Димитрій II Деметріос • Ⲇⲏⲙⲏⲧⲣⲓⲟⲥ • ديمتريوس                  | Михайло                 | Гальда, Губернаторство Мінья, Єгипет      | |
| 1 листопада 1874 р – 7 серпня 1927 року (52 роки, 9 місяців, 6 днів) |         | Папа Кирил V Кіріллос • Ⲕⲩⲣⲓⲗⲗⲟⲩ • كيرلس                           | Юханна                  | Тезмент, губернаторство Бені- Суф, Єгипет | Папа Коптської православної церкви, що найдовше служив. У 1908 році Маркус Сімайка-паша отримав дозвіл папи на будівництво Коптського музею, який був відкритий 14 березня 1910 року. |

### XX століття
| Апостольський престол                                                       | Портрет | Папи та Александрійські патріархи українська • коптська • арабська | Ім'я перед Патріархатом | Місце народження                                | Примітки |
| --------------------------------------------------------------------------- | ------- | ------------------------------------------------------------------ | ----------------------- | ----------------------------------------------- | --- |
| 16 грудня 1928 року – 21 червня 1942 року (13 років, 6 місяців, 5 днів)     |         | Папа Іоан XIX Йоанніс • Ⲓⲱⲁⲛⲛⲏⲥ • يوأنس                            |                         | Даїр Таса, Губернаторство Асют, Єгипет          | Перший в історії єпископ або митрополит, висвячений на папу. |
| 19 лютого 1944 року – 31 серпня 1945 року (1 рік, 6 місяців, 19 днів)       |         | Папа Макарій III </br> Макарій • Ⲙⲁⲕⲁⲣⲓⲟⲥ • مكاريوس                |                         | Ель-Махалла Ель-Кубра, провінція Гарбія, Єгипет | Був висвячений митрополитом для Ассута у 24 роки. |
| 26 травня 1946 року – 14 листопада 1956 року (10 років, 5 місяців, 17 днів) |         | Папа Йосип II Юсаф • Ⲓⲱⲥⲏⲫ • يوساب                                 |                         | Нагаміш, Сохаг, губернаторство, Єгипет          | Заснування Вищого інституту коптології. |
| 10 травня 1959 року – 9 березня 1971 року (11 років, 9 місяців, 29 днів)    |         | Св. Кирил VI Кіріллос • Ⲕⲩⲣⲓⲗⲗⲟⲩ • كيرلس                           | Азер Юсеф Атта          | Даманхур, Губернаторство Бехейра, Єгипет        | Папа Кирило VI (також відомий в арабській мові як "людина молитви") дав скромний, публічний образ для коптської церкви. Папа Кирило VI, один із недавніх пап, які брали участь у політиці, мав добрі стосунки з президентом Єгипту Гамалем Абделем Насером. На десятому році його папства священна церква святкує відкриття нового собору Святого Марка в Даїр Ель-Анба Ровайс, який також був відомий як Даїр Ель-Хандак. З цієї нагоди та для повернення мощей святого апостола Марка з Риму, після одинадцяти століть перебування у місті Венеція в Італії було організовано велике релігійне свято. Святкування очолив Папа Кирилос Шостий, і в ньому взяли участь президент Гамаль Абдель Насер, президент Арабської Республіки Єгипет, імператор Хайле Селассі Перший, імператор Ефіопії, а також багато глав різних релігій та представники церков з усіх навколо світу. Серед цих релігійних лідерів був Мар Ігнатій Якуб Третій, Антіохійський патріарх сирійських православних. Сьогодні його шанують дуже високо, і він продовжує чинити численні чудеса, особливо для студентів, які цього потребують. |
| 14 листопада 1971 року – 17 березня 2012 р (40 років, 4 місяці, 3 дні)      |         | Папа Шенуда III Шенуда • Ϣⲉⲛⲟⲩ ϯ • شنودة                           | Назер Ґаєд Роуфейл      | Абнуб, Губернаторство Асют, Єгипет              | Перший Папа, який відвідав патріархів Риму та Константинополя з 451 р. Н.е. Найголовніше, що за часів правління Папи Шенуди III вперше за століття вперше за останні століття почалася бурхлива діаспора коптських людей (включаючи створення сотень церков у США, Австралії, Канаді та Швейцарії. ) Папа Шенуда III справив найбільший вплив на канон Коптської Церкви, модернізувавши кілька норм, що відповідають не тільки потребам коптського народу, але й традиціям Церкви. Він офіційно відомий як "людина служіння". Починаючи з 2000 року, відбувалися жорстокі переслідування та розправи над коптами єгипетськими мусульманами: різанина Коше, 2005 р. Бунт в Александрії, різанина Наг Хаммаді, 2011 р. Вибух в Александрії, 2011 р. Напади церкви в Імбабі та різанина на демонстраціях Масперо 2011 р. |

### XXI століття
| Апостольський престол                      | Портрет | Папи та Александрійські патріархи українська • коптська • арабська | Ім'я перед Патріархатом  | Місце народження                   | Примітки |
| ------------------------------------------ | ------- | ------------------------------------------------------------------ | ------------------------ | ---------------------------------- | --- |
| 18 листопада 2012 р – сьогодні (З 2012 р.) |         | Папа Феодор II Тавадрос • Ⲑⲉⲟ́ⲇⲱⲣⲟⲥ • تواضروس                       | Вагі Субхі Бакі Сулейман | Мансура, мухафаза Дакахлія, Єгипет | У серпні 2013 року церкви та монастирі у Верхньому Єгипті (побудовані в IV і V століттях) були змушені скасувати недільну месу вперше за 1600 років через сильне переслідування під проводом Братів-мусульман. Також Ісламська держава переслідувала, включаючи викрадення та обезголовлення коптів у Лівії 2015 року, напад на автобус Мінья у 2018 році, вибух церкви Ботросея, вибухи церков у Вербну неділю та напад на церкву Святого Менаса. |